# Ras lila

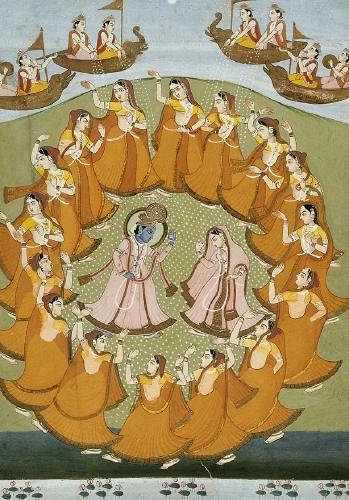
Radha und Krishna tanzen ras lila am Ufer der Yamuna, umgeben von Kuhhirtinnen (Gopis). Indische Miniatur aus Jaipur, 19. Jahrhundert

Ras lila (Hindi रास लीला, IAST rāsa-līlā), auch Raslila, ist ein religiöses Tanztheater, dessen Ursprung in der historischen Region Braj im nordindischen Bundesstaat Uttar Pradesh liegt und das zum Bhakti-Kult im Hinduismus gehört. Es wird in weiten Teilen Indiens von Tanztruppen aus dieser Region und daneben in einer völlig anderen Form im Manipuri-Tanzstil des nordostindischen Bundesstaates Manipur aufgeführt. Um Vrindavan in der Region Braj spielen die mythischen Erzählungen des jungen Gottes Krishna, seiner Geliebten Radha und der Kuhhirtinnen (Gopis), wie sie im Bhagavatapurana, im Gitagovinda und in Schriften des 17. bis 19. Jahrhunderts überliefert sind.
Im Tanz von Krishna kommt ras (rāsa) zum Ausdruck: der Sanskrit-Begriff steht im Bereich Drama und Poesie für „mystische Emotion“ und „süßes Gefühl“, ebenso für „Kreis“ und „Tanz“, also der Darstellungsform zur Verbreitung dieser Emotion. Lila bezeichnet das vergnügliche, unterhaltsame Spiel nach göttlichem Willen. Ras lila gilt als Vorläufer des klassischen kathak-Tanzstils.
Die beiden Hauptfiguren und die Gopis werden in Braj von Jungen dargestellt, die übrigen Darsteller sind männliche Erwachsene. Die Kostüme stammen aus der höfischen Kultur der Mogulzeit. Nach der im 16. Jahrhundert festgelegten Spieltradition finden die Aufführungen im Freien an kreisrunden, in manchen Fällen überdachten Bühnen statt. Am bekanntesten sind die Aufführungen anlässlich des Jahresfestes zum Frühlingsbeginn (Holi) und zu Krishnas Geburt (Janmashtami).

## Herkunft
Wie das zur Verehrung von Rama gehörende Ram lila ist ras lila eine devotionale Theatertradition. Sie reicht zusammen mit dem Krishna-Kult bis in vedische Zeiten zurück, als sich die immer aus Tanz, dramatischer Handlung, Gesang und Musik bestehenden Theaterformen aus religiösen Ritualen, mit denen menschengestaltige Götter verehrt wurden, entwickelt haben. In der Nachfolge der altindischen Rituale stehen sowohl das frühe klassische Sanskrittheater als auch die späteren volkstümlichen religiösen Ritualtraditionen wie etwa kutiyattam, teyyam, mutiyettu, Ayyappan tiyatta und krishnattam in Kerala, kattaikkuttu in Tamil Nadu, prahlada nataka in Orissa oder chhau und gambhira in Westbengalen. Parallel zur klassischen Tradition verlief die Entwicklung der Unterhaltungstheater, die zumindest teilweise auch mythologische Themen beinhalten und von denen in Nordindien einige zum Umfeld des swang gehören.
Die Entstehung des indischen Theaters begann mit dem Wunsch, gemäß der Volkstradition mit Tanz und Musik den Göttern zu gefallen. Den zugrundeliegenden Mythos zur Entstehung des Theaters schildert Bharata in seinem um die Zeitenwende entstandenen Werk Natyashastra (shastra, „Schrift/Anweisung“ über das „Drama“, natya), in dem auch die damalige Musiktheorie Gandharva versammelt ist. Nachdem Indra erklärt hatte, für einen Gott sei es nicht ziemlich, selbst als Schauspieler in einem Stück aufzutreten, fragte Brahma die Priester und geriet an Bharata, den er aufforderte, zusammen mit seinen 100 Söhnen von ihm die Theaterkunst zu erlernen. Bharata willigte ein und so kam es, dass er das erste Theaterstück aufführte. Darin ging es um den Sieg der Götter über die Dämonen. Zur Unterhaltung wirkten Musiker, Sänger und Nymphen (Apsaras) mit, die Brahma eigens erschaffen hatte. Um den böswilligen Einfluss der Dämonen abzuwehren, verfügte Brahma, dass die Götter vor der Aufführung ein Opferritual (yajna) und die Darsteller eine Ehrerweisung (puja) durchführen sollten. Ablauf und Elemente des Dramas werden im Natyashastra detailliert abgehandelt.
Die ersten Aufführungen waren weniger Schauspiele als vielmehr Dialoge (sanvadas) in der Unterhaltungssprache Prakrit, bei denen Krishna oder Shiva im Mittelpunkt standen. Besonders attraktiv war der Auftritt aller Gopis zum krönenden Abschluss. Dem Gelehrten Patanjali wird das Werk Mahābhāṣya (um 150 v. Chr.) zugeschrieben, das als frühester Hinweis auf ein Krishna-Schauspiel gewertet wird. Hierin werden drei Darstellungsformen nach zunehmender Visualisierung unterschieden: (1) Auftritt der Geschichtenerzähler (granthikas), (2) Herzeigen von Bildern zu einzelnen Szenen und (3) die dramatische Inszenierung mit körperlichen Ausdrucksmitteln (abhinaya). Der Erzähler könnte begonnen haben, seine Sprechrolle etwas raumgreifend zu gestalten, später illustrierte er seinen Vortrag, indem er gemalte Bilder herzeigte, was damals mankha vidha genannt wurde. Solche Bilderszenen waren seit mindestens dem 6. Jahrhundert v. Chr. bekannt. Mankhaliputra Goshala, ein Anhänger der Ajivika-Sekte und Zeitgenosse Mahaviras, soll sich ihrer bedient haben. Noch heute präsentieren die bengalischen Patuas Bildrollen (pat), während sie Geschichten erzählen, ebenso die Geister (Bhutas) austreibenden Priester (bhopas) von Rajasthan und die Stammesangehörigen der Thakar von Maharashtra. Möglicherweise im 2. Jahrhundert hatte sich daraus eine Schauspielform entwickelt, für die Bhasa, der erste bekannte indische Dramatiker und Vater des Sanskrit-Dramas, acht Stücke schrieb, die überwiegend das Leben Krishnas behandeln.

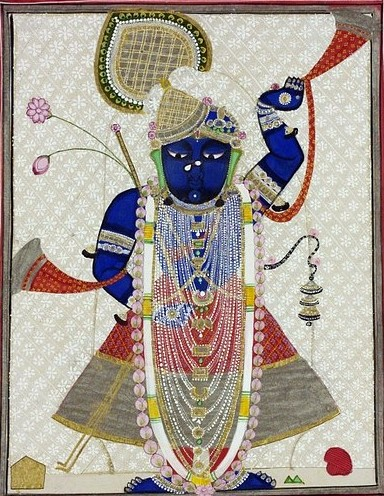
Shrinathji, der blauhäutige Krishnaknabe im Alter von sieben Jahren. Malerei im Shrinathji-Tempel in Nathdwara, einem vishnuitischen Pilgerort nahe Udaipur in Rajasthan. Ende 19. Jahrhundert

Bhasa nannte Krishna einen sutradhara, der die Fäden (sutra, „Faden“) zieht im universellen Drama des Lebens. So wird respektvoll der Zeremonienmeister oder Schauspieldirektor genannt, der im Vorspiel purvaranga die Zuschauer begrüßt und als Kommentator durch das Programm führt. Im Stück Balacharitam, dem ältesten erhaltenen ras lila, wird deutlich, dass die Quelle für viele der dargestellten Abenteuer die Volkstradition war. Es beginnt mit der Geburt Krishnas in Mathura in einer stürmischen Nacht. Im Verlauf der fünf Akte geht es um weitere Episoden aus dem Leben Krishnas: Die böse Riesin Putana, Tochter des Dämonenkönigs Bali, will den jungen Krishna umbringen, indem sie ihm ihre vergifteten Brüste anbietet. Krishna durchschaut ihre Absicht, saugt alle Milch aus ihr heraus und tötet sie dadurch. Dem Asura (Dämon) Pralambha, der sich als Kuhhirte verkleidet hat, schlägt Krishna den Kopf ab. Dies geschieht zu einer Zeit, als Krishna und sein Bruder Balarama im Wald von Vrindavan Kühe hüten und dort auch den Dämon Dhenuka töten müssen, der ein Waldstück in der Nähe kontrolliert. In einer weiteren Heldentat besiegt Krishna die giftige Schlange Kalia, die im Fluss Yamuna haust und schon viele Menschen und Kühe tötete, die ins Wasser gefallen waren. Krishna springt einem Ball hinterher, den er ins Wasser geworfen hat. Im Fluss bezwingt er die Schlange und taucht schließlich auf ihren fünf Köpfen tanzend wieder auf. Das Stück endet mit dem erwachsenen Krishna, dessen wichtigste Aufgabe es ist, die Welt vom Tyrannen Kamsa zu befreien. Kamsa hatte seinen Vater entmachtet, sich selbst zum Herrscher von Mathura erklärt und den Vishnu-Kult verboten. Krishnas Vater Vasudeva und seine Mutter Devaki ließ er einsperren und sechs ihrer acht Kinder ermorden. Krishna überlebte in der Obhut von Pflegeeltern. Krishna tötet in einem Wettkampf die beiden Ringer Chanur und Mustik, schließlich Kamsa selbst und setzt den rechtmäßigen König Ugrasena wieder auf den Thron.
Diese Geschichten sind bis heute beim Publikum beliebt; Stückeschreiber erzählen sie immer wieder neu. Im dritten Akt des Balacharitam beschreibt Bhasa volkstümliche Gesangs- und Tanzformen. Alle jungen Männer und Mädchen der Kuhhirten tanzen zusammen mit Krishna und Balarama den Tanz hallisaka. Die Männer tanzen die ganze Nacht wie Ochsen und stoßen dabei vergnügliche Laute aus. Begleitet werden sie von der Trommel dindima. Die dindima zählte laut dem Natyashastra zusammen mit bheri, dundubhi und anderen zu einer Gruppe von besonders lauten Prozessions- und Kriegstrommeln mit unbestimmter Tonhöhe, deren Form nicht näher beschrieben wird (es waren wohl Kesseltrommeln oder zweifellige Röhrentrommeln). Diese Trommeln spielten nicht mit anderen Instrumenten zusammen. Der hallisaka war der Vorläufer des ras-Tanzes, wie er in den späteren Puranas beschrieben wird. Im Lauf der Zeit fokussierte der Tanz immer stärker auf die Person von Krishna, sodass zunächst die anderen Kuhhirten und dann Balarama verschwanden, bis beim ras nur noch Krishna als einziger männlicher Tänzer inmitten der Gopis übrigblieb. So beschreibt es der Dichter Vishvanatha Kaviraja in seinem 1384 abgeschlossenen Werk Sahitya Darpana.
Die um die Zeitenwende im zentralindischen Maharashtra verfasste Gedichtsammlung Gatha Saptashati (Gaha Sattasai), die König Hala aus der Shatavahana-Dynastie zugeschrieben wird, enthält überwiegend Liebesgedichte und beschreibt den Tanz von Krishna mit den Gopis. Zur alttamilischen Literatur gehört das Epos (und musikwissenschaftliche Werk) Silappatikaram aus dem 2. Jahrhundert n. Chr. Innerhalb einer größeren Erzählung wählt eine ältere Kuhhirtin sieben Mädchen aus, um ein Tanztheater aufzuführen, in welchem diese Mayavan (entspricht Krishna), Balarama und Pinnai (tamil für Radha) verkörpern sollen. Es scheint, dass mit der Ausbreitung des altindischen, in den Veden erwähnten Stammes der Abhira das Ras-Theater von Nordindien allmählich in den Süden gelangte.

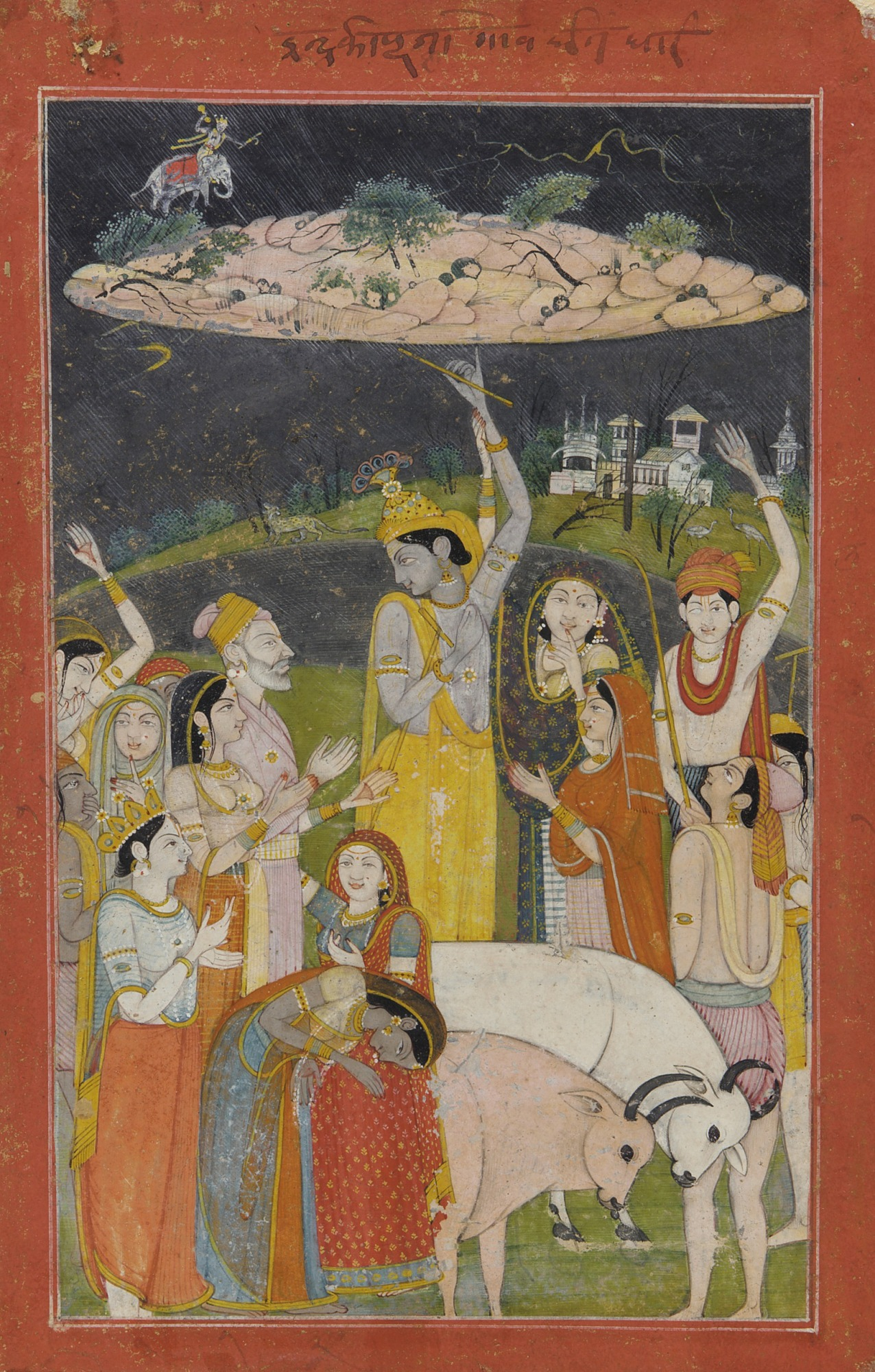
Krishna hält den Berg Govardhana schützend über die Kuhhirten. Miniatur von Mola Ram der Kangra-Schule, um 1790

Aus den folgenden Jahrhunderten sind keine Krishna-Schauspiele erhalten, laut anderen literarischen Hinweisen dürfte die Tradition dennoch fortgesetzt worden sein. Im Harivamsa, einer dem Mahabharata als Anhang zugeordneten Schrift ungefähr aus dem 4. Jahrhundert, die auch Harivamsa-Purana genannt wird und somit ein Bindeglied zwischen den epischen und puranischen Schriften darstellt, wird ausführlich ein in der Umgangssprache verfasstes Schauspiel beschrieben, worin eine Truppe als Apsaras bezeichneter schöner Darstellerinnen Krishna lila aufführen. Ort der Handlung ist Pindarak Tirtha, ein hübsch gelegener Badeplatz, an dem sich Krishna und andere Mitglieder seiner Yadava-Familie zum Picknick niederlassen. Beim Tanz (ras) im ersten Abschnitt klatschen die Darstellerinnen mit den Händen zum Rhythmus des begleitenden Orchesters und Chors. Anschließend folgt das Schauspiel (abhinaya), welches außer den oben genannten zahlreiche weitere Episoden aus dem Leben Krishnas beinhaltet, etwa wie Krishna mit einer Hand den Berg Govardhana hochhält, um die Hirten und Herden eines Dorfes vor den Regenmassen des erzürnten Indra zu schützen. Das Krishna lila des Harivamsa lässt erkennen, dass es seinerzeit ein blühendes Musiktheater gab, das auf einer überdachten Bühne (ranga) oder auf einem Tanzplatz aufgeführt wurde.
Im Harivamsa wird zwischen zwei Krishna-Theatern unterschieden: dem ras auf volkstümlicher Ebene, dessen Geschichten im Umfeld der Kuhhirten im Wald von Vrindavan angesiedelt sind, und einer verfeinerten Theaterform, die am Königshof von Dvaraka spielt und von dort beschäftigten Darstellern gepflegt wurde. Letzteres galt als der vom Himmel herabgekommene Stil chalikya-gandharva (sanskrit chalika, „Tanzlied“, gandharva, himmlische Musikanten). Er wird im 89. Kapitel des Harivamsa beschrieben. Beide Theaterstile, ras und chalikya, waren während der Gupta-Zeit gleichermaßen populär. Der im 5. Jahrhundert lebende Dichter Kalidasa nannte sie die schönsten Opferhandlungen für die Götter. Aus seinem Schauspiel Malavikagnimitra lässt sich herauslesen, dass die Kunstform chalika seit Generationen gepflegt wurde.
Die Aufführungen begannen mit asravana, dem Stimmen der Musikinstrumente, zu denen eine Bogenharfe (vina), eine Flöte (venu) und eine Trommel (mridangam) gehörten. Wenn die Tonhöhen der Saiteninstrumente und Trommeln in Übereinstimmung gebracht waren, musste im asarita-Prozess der Rhythmus festgelegt werden. Laut dem Harivamsa betrat zunächst eine wunderschön kostümierte Tänzerin die Bühne, verstreute Blumen und trug solistische Anbetungslieder vor. Ihr folgte eine Gruppe von Tänzerinnen (pindibandha), die einige Tänze zusammen aufführten, wobei sie sich an den Hüften fassten oder an den Händen haltend eine Kette bildeten. Nach dem Harivamsa gehörten die Damen zu den Apsaras, sie unterhielten ihr Publikum mit Gesängen (gita), Tänzen (nritya) und Schauspiel (abhinaya). In den vishnuitischen Puranas werden die volkstümlichen Formen des Krishna-Theaters in der bekannten Unterteilung tradiert: Auf einen Tanz von Krishna inmitten der Gopis folgt in einem zweiten Programmpunkt die schauspielerische Umsetzung der Geschichten aus seinem Leben. Im Bhagavatapurana aus dem 9. oder 10. Jahrhundert, der zentralen Quelle zu Krishnas Leben und zur Theaterform ras lila, sind die Ras-Aufführungen vorwiegend nach diesem Muster verfasst.
Für Bhakti-Anhänger enthält das Bhagavatapurana zusammen mit den Veden die geoffenbarte religiöse Wahrheit. In fünf Kapiteln wird der Ursprung des ras beschrieben. Demnach erschuf Krishna den Tanz, als er vom Anblick des Mondes und der Natur beeindruckt wurde. Am Ufer der Yamuna lockte er mit seinen Flötenklängen die Milchmädchen herbei, die in mondheller Nacht um ihn tanzten. Als Krishna verschwand, sehnten sie sich nach ihm, bis sie schließlich wieder zusammenfanden. Den historischen Anteil dieser mythischen Erzählung bildet der Stamm der Abhira, der laut Friedrich Max Müller mit der heutigen Rinder züchtenden Kaste der Ahir identisch ist. Unter ihnen scheint sich die volksreligiöse Verehrung Krishnas entwickelt zu haben, der Tanz Krishnas mit den Milchmädchen war demnach ein alter Volkstanz der Rinderhirten. Heutige Volkstänze in den Dörfern der Region, wie sie an Holi aufgeführt werden, bestärken einen solchen Zusammenhang.
Im spät entstandenen Brahma Vaivarta Purana genießt Krishnas Gefährtin Radha besondere Beachtung. Das Natya Darpana, eine Abhandlung über Tanz und Theater von Ramachandra und Gunachandra aus dem 11./12. Jahrhundert nennt drei Krishna-Schauspiele beim Namen, ohne jedoch ausführlich auf deren Inhalt einzugehen. Keines dieser drei Krishna-Schauspiele oder der anderer Autoren dieser Zeit blieb erhalten. Nur zwei handelten von Radha, alle übrigen basierten auf Krishna-Legenden aus dem Bhagavatapurana.

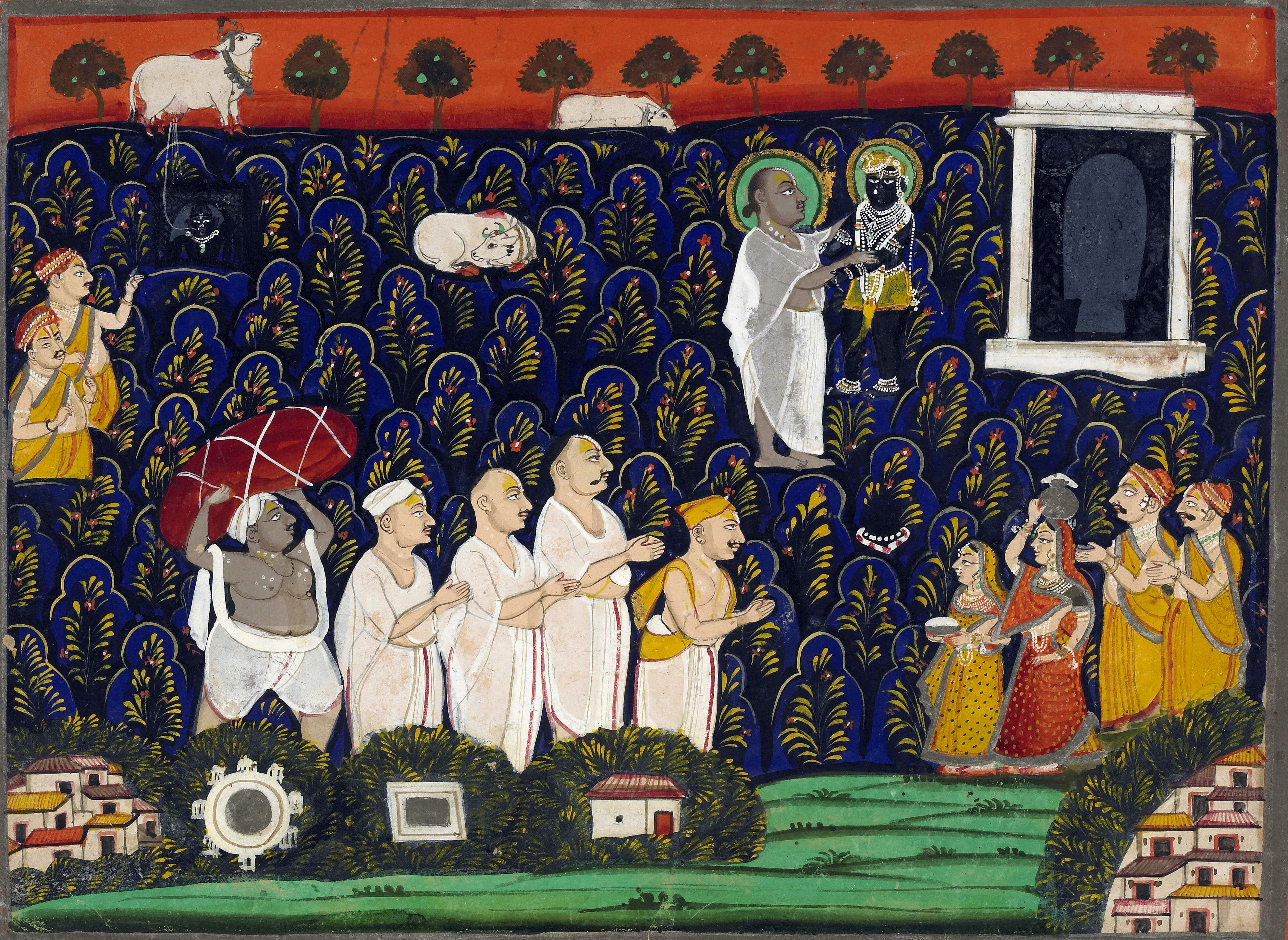
Vallabha Acharya verehrt das Bildnis von Shrinathji, dem jungen Krishna, in der Landschaft des heiligen Berges Govardhana. Im Vordergrund die Bewohner von Vrindavan. Links oben gibt eine Kuh Milch auf das noch verborgene Bildnis Krishnas ab. Hervorsprudelnde Milch ist ein Symbol für rasa, die Liebe zwischen Krishna und seinen Anhängern.

Im 12. Jahrhundert verfasste Jayadeva in Orissa das lyrische Musiktheater Gitagovinda. Die gefühlvollen Texte der mystischen Krishna-Verehrung wurden überwiegend für das Theater verfasst. Offensichtlich führte sie ein vierstimmiger Chor auf, welcher den erzählerischen Rahmen für die Ausdrucksbewegungen der Tänzerinnen bildete. Die ab Ende des 11. Jahrhunderts in Orissa herrschende Östliche Ganga-Dynastie förderte nach Kräften die Ausbreitung des Krishna-Kults in Ostindien. Anantavarman Chodaganga Deva (reg. 1076–1147) ließ in Puri den Jagannath-Tempel erbauen mit Kultbildern für Krishna (alias Jagannath), seinem Bruder Balarama und seiner Halbschwester Subharda. Puri wurde zu einem der bedeutendsten Orte der Krishna-Verehrung und zu einem Zentrum klassischer Tanzdramen. Schon Jayadevas Frau Padmavati soll im Tempel vor den Göttern zu den Versen ihres Gatten getanzt haben. König Chodaganga Deva begründete außer dem Tempel auch die Tradition der Maharis (Oriya für die Devadasis, die Tanzmädchen im Dienste der Gottheit und des Tempels). Ihre Tänze vor den Götterbildern im Tempel nach den Themen des Gitagovinda waren gleichermaßen erfüllt von den Gefühlen shringara (erotische Leidenschaft) und bhakti (Hingabe, Liebe zu Gott).
Ras lila in seiner heutigen Form entstand vermutlich Anfang des 16. Jahrhunderts mit der sich in ganz Nordindien ausbreitenden Bhakti-Bewegung. Als eine Reaktion auf die Machtausdehnung und religiöse Repression der Moguln wandten sich viele Hindus einem persönlichen, inneren Glaubensverständnis zu. Die Region Braj als Herkunftsland Krishnas entwickelte sich zum Mittelpunkt der vishnuitischen Gottesverehrung. Dort bildeten sich drei Sekten um ihre jeweiligen Gründer heraus, die ras lila eine in Details abweichende Form gaben. Die heutigen Tanztruppen führen ihre Tradition zu einem dieser Gründer zurück. Aus Andhra Pradesh kam 1491 Vallabha Acharya (1479–1531), der Begründer der Shuddhadvaita-Glaubenstradition. Swami Hitharivans Das, der zweite Heilige von Vrindavan, kam aus Deoban nahe Saharanpur. Der Spieler klassischer Musik und Dichter Swami Haridas (16. Jahrhundert) stammte aus einem Dorf bei Aligarh. Eine Schule gibt für Vallabha Acharya und Swami Haridas Mathura als Ausgangspunkt der Raslila-Tanzform an. Wenn dem so war, so hatten sie vermutlich dort keinen Erfolg und Ghamamddeva, einem Schüler Vallabha Acharyas, gelang es, eine Bühne für ras lila im Dorf Karahala zu eröffnen. Später richteten sich Hitharivans Das und Haridas erfolgreich in Vrindavan ein und die Aufführungen ihrer Stücke, die von Radha und Krishna handelten, stellten bald die Tradition von Karahala in den Schatten.

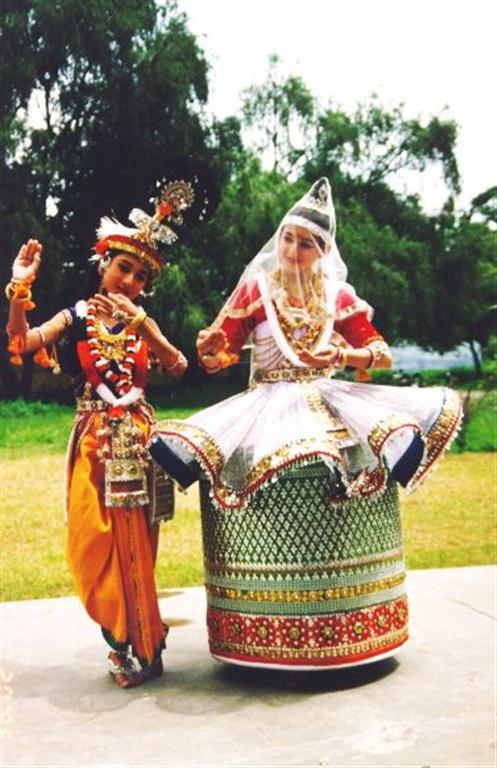
Radha und Krishna. Ras lila im Manipuri-Tanz

Hitharivans Das rückte in seinen sinnlichen Versen Radha und Krishna als das ewige Liebespaar in den Mittelpunkt und beschränkte sich auf die normalerweise am Beginn der Aufführung stehenden himmlischen Tänze der beiden (nitya ras). Dort im Himmel herrschen ein durch nichts gestörtes, freudiges Gefühl und eine ewige Liebschaft; im Gegensatz zur verzweifelten Stimmung der Milchmädchen, die Vallabha Acharya beschrieb, als Krishna plötzlich aus ihrer Mitte verschwand. Neben den Raslila-Aufführungen führte Hitharivans für die Bhakti-Anhänger den täglichen Tanz (ras) als eine religiöse Verpflichtung ein. Im Verein mit dem musikalischen Können von Haridas, dem dichterischen Talent von Hitharivans und den tief gläubigen Bhakti-Jüngern erreichte ras lila auf der Bühne den ersten gestalterischen Höhepunkt seiner Entwicklung, der nach dem Tod der Gründer nicht mehr beibehalten werden konnte. In einer Phase künstlerischer Stagnation tauchte um 1545 Narayan Bhatt auf, der für viele zum eigentlichen Gründer von ras lila wurde, obwohl nach der mündlichen Überlieferung Raslila-Aufführungen zu seiner Zeit bereits stattfanden. Bhatts Leistung bestand darin, in der gesamten Braj-Region an allen Orten, die in der Mythologie mit dem irdischen Leben Krishnas in Verbindung standen, Tanzbühnen (rasmandal, auch mandala, „Kreis“) gegründet zu haben. Indem er herumreiste und der lokalen Bevölkerung die religiöse Bedeutung jedes Ortes erzählte, inspirierte er seine Zuhörer, zu jedem eine Pilgerfahrt einzurichten. Des Weiteren ergänzte er die bisher auf den Tanz- und Gesangsteil (nitya ras) beschränkte Aufführung um die nachfolgende dramatische Form. Abgesehen von kleineren Abweichungen blieben die einzelnen Traditionslinien bis heute der von Bhatt festgelegten Struktur treu.

## Inhalt

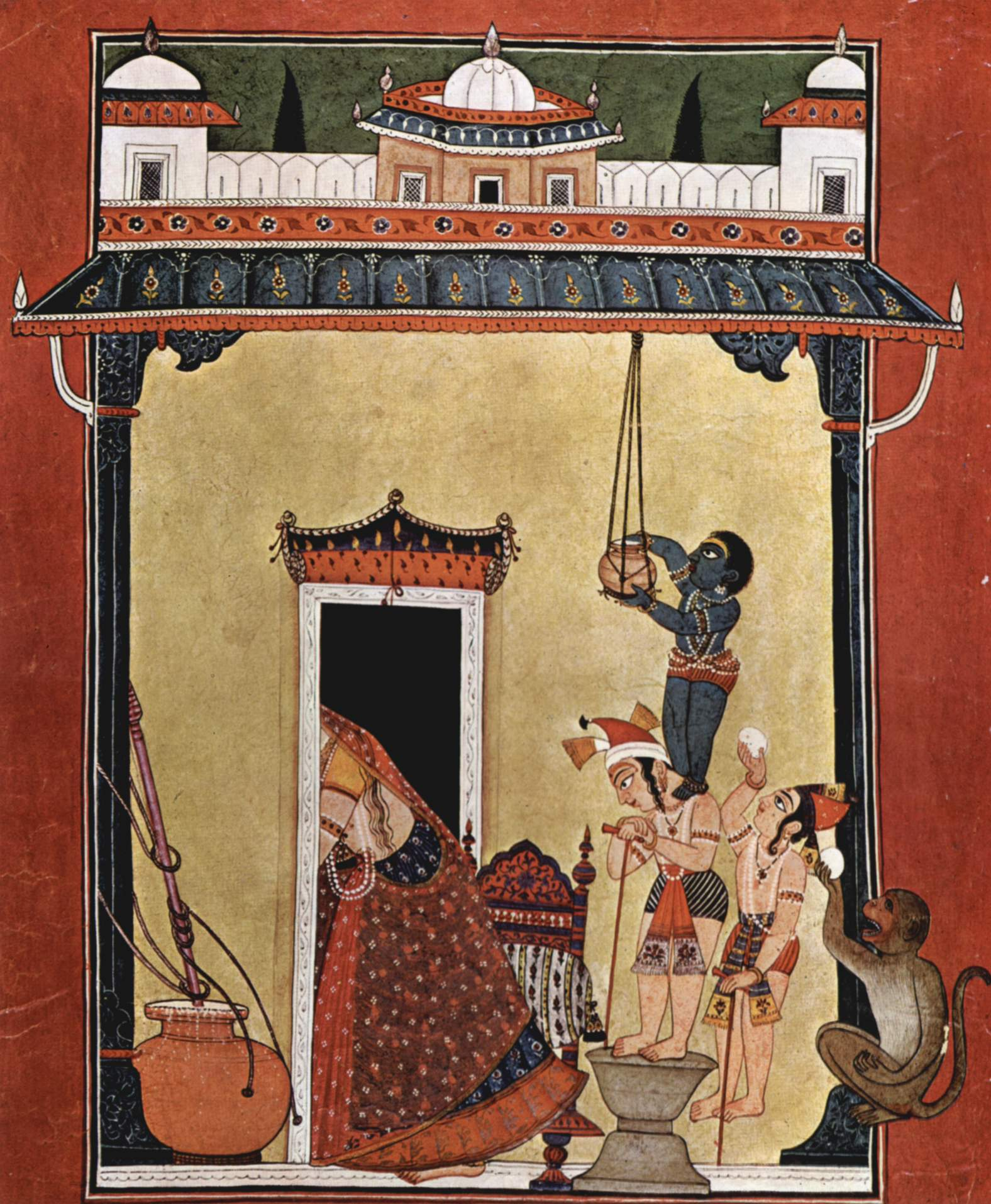
Krishna nascht mit seinen Freunden von der Butter, während Yasoda in der Küche nach der überkochenden Milch sieht. Links vorne Butterungsgefäß. Motiv ist Teil der Ragamala-Serie, die bestimmte Ragas illustriert. Miniatur im Basohli-Stil aus der Region Kaschmir um 1750

Der gesamte Mythenfundus wird nach den Lebensabschnitten Krishnas in drei Gruppen gegliedert: Die erste Gruppe enthält die übermütigen Scherze des kindlichen Krishna im Dorf Gokul, wie er mit einem Stein den Buttertopf seiner Ziehmutter Yashoda zerschlägt und daraus Butter stiehlt, als diese gerade die überkochende Milch vom Herd nimmt. Ein andermal bestraft sie den ungehorsamen Jungen und bindet ihn an einem Mahlstein fest. In einem Schauspiel wird die Geburt Krishnas im Gefängnis von Kamsa geschildert. Seinem Vater Vasudeva gelingt die wundersame Flucht aus dem Gefängnis und über den Fluss nach Gokul, wo er das Baby bei den Zieheltern Nanda und Yasoda zurücklässt. Im „Schauspiel von Shankara“ besucht Shiva das Kind Krishna bei seinen Pflegeeltern, aber Mutter Yasoda befürchtet, der Anblick Shivas könne das Kind erschrecken und weigert sich, ihn eintreten zu lassen. Shiva bleibt vor der Tür sitzen, bis Yasoda das Kind herausbringt.
Im zweiten Lebensabschnitt versteckt der jugendliche Krishna als Kuhhirte (Gopala), der noch wie in seiner Kinderzeit häufig scherzhaft aufgelegt ist, die Kleider der im Fluss badenden Gopis in den Bäumen. Als die Gopis ihre Milchprodukte aus dem Wald auf den Markt in die Stadt bringen, verlangt er auf der Straße Zollgebühren von ihnen. Er spielt auf seiner Flöte vor den Tausenden Gopis, die ihn wegen seiner Schönheit anhimmeln. Obwohl Radha gewarnt wird, dass Krishna ein Dieb ist, nimmt sie bei ihm Tanzunterricht. Als sie ihren Ring vermisst, der später bei Krishna gefunden wird, rächen sich die Milchmädchen und stehlen Krishnas Flöte, Krone und Mantel. Ein Trick bringt Krishna wieder in den Besitz seiner Sachen: Er nähert sich Radha in Gestalt eines Mädchens, das angeblich vor Liebe zu Krishna verschmachtet. Zum Trost gibt Radha dem Mädchen Krishnas Krone und Mantel und spielt auf der Flöte.
Das „Große Raslila“ zeigt den Tanz Krishnas mit den Gopis bei Vollmond am Ufer der Yamuna. Für jedes der Milchmädchen hat sich Krishna in einer menschlichen Gestalt vervielfacht. Gelegentlich findet bei diesem Schauspiel ein Wettstreit zwischen Krishna und dem Liebesgott Kama statt, den selbstverständlich Krishna gewinnt.
Die Trauer über Krishnas Weggang von Gokul ist Thema des Stücks „Reise nach Mathura“: Als Kamsa Geschichten von Krishna zu Ohren kommen, wie er mit übermenschlichen Kräften alle Dämonen bezwang, die ihn töten sollten, schickt er den angesehenen Akrura mit dem Auftrag vorbei, Krishna und seinen Bruder Balarama für einen Wettkampf zum Palast Kamsas zu locken, bei dem Kamsa die beiden töten will. Nach einem tränenreichen Abschied von den Milchmädchen gehen die Jungen mit Akrura. Als sie auf dem Weg am Flussufer Rast machen, sieht Akrura in einer Vision Krishna und Balarama unter Wasser sitzen.

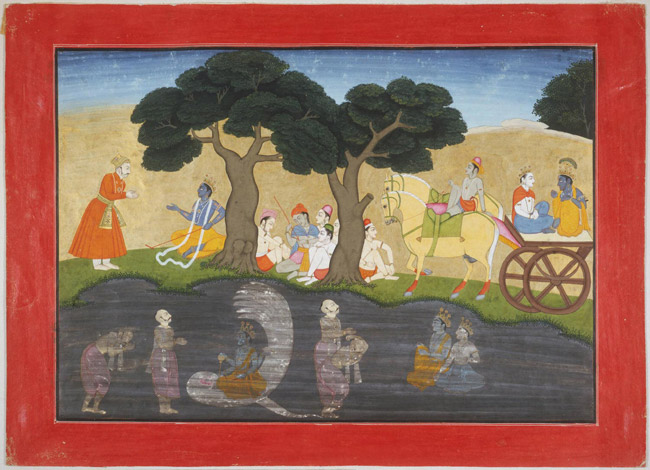
Akruras Vision von Krishna und Balarama auf dem Weg zu Kamsa. Links spricht Akrura mit dem am Baum sitzenden Krishna, rechts rasten die beiden Brüder auf ihrem Wagen, während Akrura zweimal ein rituelles Bad nimmt (im Wasser stehend). Beim ersten Untertauchen sieht er in einer Vision erst Krishna und Balarama unter Wasser (rechts), dann Vishnu in der Weltenschlange Shesha sitzend (links).

Zuletzt folgen die Geschichten des erwachsenen, heldenhaften Krishna, der in Mathura seine eigentliche Aufgabe erfüllt und den Tyrannen Kamsa tötet. Die Begegnung von Uddhava, dem Freund und Berater Krishnas mit den Milchmädchen spielt nach dem Sieg Krishnas über Kamsa. Krishna hat Heimweh bekommen nach dem Ort seiner Jugend und den Gopis, aber seine neue Aufgabe erlaubt es ihm nicht, nochmals zurückzukehren. Also schickt er Uddhava mit einer Botschaft an seine Eltern und die Gopis nach Braj. Uddhava ist ein Anhänger der philosophischen Schule des Advaita-Vedanta, wonach das höchste göttliche Prinzip hinter einem irdischen Schleier (maya) verborgen liegt. Demnach kann er sich nicht vorstellen, dass die Milchmädchen sich zu dem in Menschengestalt erscheinenden Krishna hingezogen fühlen. Die Hingabe dieser ungebildeten, niedrigkastigen Kuhhirtinnen lässt ihn jedoch seine philosophische Auffassung ändern und ein Anhänger der Gottesliebe (Bhakti) werden. Die Gopis mit ihrer Gottesliebe, wie sie im Bhagavatapurana charakterisiert werden, stellen ein revolutionäres Glaubensmodell dar.
In Dvaraka, der Festung auf einer Halbinsel in Gujarat besteigt Krishna den Königsthron, heiratet Rukmini, sieben weitere Frauen und noch 16.000 Frauen, die er durch Heirat von ihren gewalttätigen Ehemännern befreit. In den drei Lebensabschnitten erregt er wahlweise die Gefühle von Müttern, Liebenden und Ehefrauen. Mit Ausnahme des Kampfes gegen Kamsa und Uddhavas Besuch werden bei den Aufführungen in Braj nur die Geschichten aus den ersten beiden Lebensabschnitten erzählt.
Norvin Hein listete 1972 namentlich 106 Raslila-Schauspiele auf, die in Braj aufgeführt werden, ihre Gesamtzahl schätzte er auf annähernd 150. Nur etwa ein Viertel der Stücke stammt aus dem Bhagavatapurana, obwohl es als bedeutendstes Werk der Krishna-Verehrung gilt. Die übrigen Theaterstücke beziehen sich auf das Brahma Vaivarta Purana und auf verschiedene Dichter aus dem 17. bis 19. Jahrhundert. Hiervon gehören vier zu den bekanntesten. Hitharivans Schüler Dhruvadas komponierte im 17. Jahrhundert 42 Theaterspiele, die den Titel Biyalis Lila tragen. Chacha Vrindabandas schrieb im 18. Jahrhundert unter anderem das Werk Ras Chhadma Vinod, von dem sich viele Darsteller heute anregen lassen. Die beiden weiteren Autoren sind Brajvasidas, der 1743 das Stück Braj Vilas schrieb, und im 19. Jahrhundert Narayana Swami, aus dessen Stück Braj Vihar viele Theatertruppen Ausschnitte im Sprechchor vortragen. Hinzu kommen Eigenkompositionen der Theaterleiter.

## Aufführungspraxis
Nicht die genaue Einhaltung jedes überlieferten Details, sondern der prinzipielle Rückgriff auf die lange Tradition und die Verbindung zwischen der heutigen und der mythischen Geografie von Braj stellen die symbolische Bedeutung der Raslila-Aufführungen dar. Jede Aufführung ist ein Vergegenwärtigen der bekannten Geschichten und erfüllt den gläubigen Zuschauer mit einer Vorstellung oder Vision (darshan) des Göttlichen.

### Bühne, Musik und Kostüme
Der Aufführungsort (rasmandal, auch ras mandala) ist normalerweise kreisförmig, wie es der Name andeutet, außerdem ist die Form ein Überrest des ursprünglichen Kreistanzes und möglicherweise ein Symbol für die Ganzheit, für den unendlichen Raum, in dem das Liebesspiel stattfindet. Die meisten Aufführungsorte befinden sich im Freien und besitzen weder einen Bühnenhintergrund noch ein Dach. Ein etwa ein Meter hoher Thron mit zwei breiten Stufen davor befindet sich am Rand des kreisförmigen Bühnenraums. Der Boden ist bei den beiden Bühnen von Vrindavan in der Mitte mit Teppichen ausgelegt, die eine rechteckige Fläche von 3,5 bis 5 Metern Länge und 2,5 bis 3 Metern Breite bilden. Hier wird die Bühne durch ein säulengestütztes Dach überdeckt, sodass Aufführungen auch bei Regen möglich sind. Seitlich des Throns nehmen die Sänger und Musiker Platz, zu beiden Seiten und vor dem Thron sitzen die Zuschauer auf dem Boden in geringem Abstand zu den Darstellern. Bei Bedarf kann der Thron durch einen Vorhang vor den Zuschauern verborgen werden. Die zuschauenden Männer sitzen auf der einen Seite, getrennt von Frauen und Kindern auf der anderen Seite.
Bühnendekorationen sind spärlich und beschränken sich auf den genannten Vorhang und ein über dem Thron ausgebreitetes Tuch. Einzig notwendig ist der Thron, der fest gemauert sein oder aus einer hölzernen Plattform bestehen kann, auf der zwei Stühle oder eine Bank für Radha und Krishna stehen.
Die Musiker und Sänger beherrschen heute kaum noch den klassischen Gesangsstil Dhrupad oder den leichteren Stil Dhamar, stattdessen tragen sie überwiegend beim Publikum beliebte Melodien aus der religiösen Volksmusik vor (Bhajans). Nach der Tradition gehören zu den Begleitinstrumenten die Streichlaute sarangi, die Bambusflöte bansuri, Zimbeln und die zweifellige Doppelkonustrommel pakhawaj. Letztere wird heute meist durch das Kesselpaukenpaar tabla und die sarangi wird durch das indische Harmonium ersetzt. Das Orchester sitzt auf der Bühne, es besteht typischerweise aus einem Sänger (dem Theaterdirektor) und einem zweiten Sänger (beide spielen zugleich Harmonium), einem Tabla- und einem Zimbelspieler. Der Vorsänger beginnt die Melodie, wonach der Chor den Refrain anstimmt. Einige Lieder werden unisono gesungen. Musik und Tanz verbinden ras lila und den klassischen Tanzstil kathak, der sich nach allgemeiner Ansicht aus der in Braj gepflegten Tanzform natwari nritya entwickelt hat.

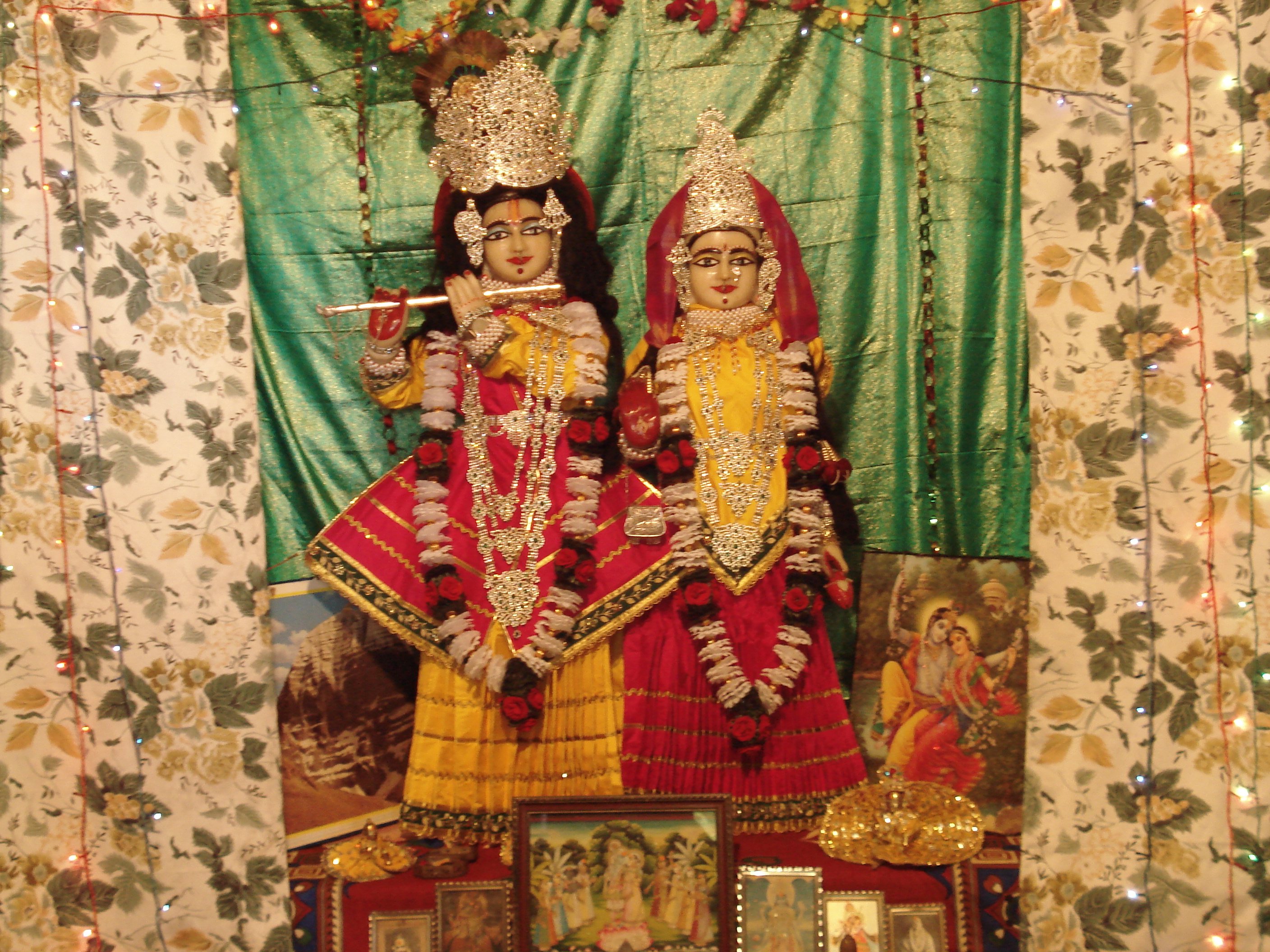
Krishna mit Flöte und Radha sitzen als Darsteller im Theater und als Abbilder im Tempel in derselben Weise auf dem Thron. Götterfiguren in Vrindavan anlässlich von Radhastami, Radhas Geburtstag, der 15 Tage nach Krishnas Geburtstag Janmashtami gefeiert wird.

Die Darsteller tragen aus der Mogulzeit stammende Kostüme, wie sie auch für nautanki und andere Unterhaltungstheater in der Region typisch sind. Krishna ist mit einem Dhoti und einem langen Hemd bekleidet. Um seine Hüften und über seine Schultern hat er ein breites Tuch geschlungen, sein Kopfputz besteht aus einer Krone (mukut) mit Pfauenfedern. Der Pfau wird in Indien als Nationalvogel verehrt, er ist das Reittier des Gottes Kartikeya, beschützt vor Schlangen und taucht in der Miniaturmalerei als dezenter Hinweis in der Nähe von Liebespaaren auf. Bei Truppen in der Tradition Vallabha Acharyas hängt Krishnas Pfauenkrone nach rechts und damit weg von der zu seiner Linken auf dem Thron sitzenden Radha, bei Truppen in Vrindavan hängt die Krone nach links. Die einen betonen mit dieser Symbolik den göttlichen Krishna, die anderen die Zusammengehörigkeit des Liebespaares.
Radhas Kostüm besteht aus einem langen Rock, einer Bluse, einem Umhang und einem Schleier. Wie Krishna ist sie reich mit Schmuck behängt, dafür fällt ihre Krone etwas kleiner aus. Die Kleidung der Milchmädchen folgt mit weniger Aufwand diesem Muster. Alle Darsteller tanzen mit klingenden Fußschellen ghungru. Das leichte Make-up tragen sich Mitglieder der Truppe gegenseitig auf, über eine Klebschicht werden Glitzerplättchen gesprüht. Yasoda, Krishnas Ziehmutter, wird von einem erwachsenen Mann gespielt, der einen gewöhnlichen Sari trägt, dessen Ende er über sein Gesicht geschlungen hat. Kamsa sieht aus wie ein typischer indischer Bösewicht mit langem schwarzem Schnurrbart. Bemerkenswert ist, dass shivaitische Zeichen auf seine Stirn gemalt sind.

### Ablauf
Die Grundstruktur einer Raslila-Aufführung besteht aus dem getanzten und gesungenen ersten Teil (nritya ras) und dem zweiten Teil (lila) mit Dialogen, ebenfalls Gesang, aber kaum Tänzen. Der erste Teil beginnt mit einem Vorspiel, bestehend aus Liedern und einem gesprochenen Bittgebet, gefolgt von den Tanzdarbietungen, die in einer zweiten Anrufung enden. Der Leiter einer Theatertruppe führt den Ehrentitel Swami, er verfügt über einen eigenen Bestand an schriftlich fixierten Schauspielen, die er als Erzähler und Bühnendirektor zusammen mit seiner Truppe aufführt und teilweise improvisiert. Seine Funktion entspricht derjenigen des sutradhara im klassischen Sanskrittheater. Jeder Swami führt seine Spielweise auf einen der Gründer im 16. Jahrhundert zurück, mögliche Rivalitäten zwischen den einzelnen Truppen ergeben sich zwangsläufig aus den sektenartig hervorgehobenen unterschiedlichen Traditionslinien. In der Spielpraxis sind die Unterschiede minimal und beschränken sich auf die Kostümierung, so neigt sich die Krone von Krishna mehr zur einen oder anderen Seite des Kopfes, auch wird das Segenszeichen (tilaka) unterschiedlich aufgebracht. Der erste Teil einer Aufführung ist streng festgelegt, während die dramatischen Szenen (lila) des zweiten Teils in recht freier Form aus den Krishna-Legenden ausgewählt und gestaltet werden können.
In einem Nebenraum werden die Darsteller kostümiert und geschminkt. Sobald Radha und Krishna ihre Kronen aufgesetzt haben, gelten sie als Verkörperungen der Götter und werden mit dementsprechendem Respekt behandelt. Erwachsene Darsteller tragen die beiden Jungen auf ihren Armen aus dem Vorbereitungsraum und setzen sie auf den Thron hinter den Vorhang. Radha sitzt zur Linken von Krishna und vier oder sechs Milchmädchen platzieren sich etwas tiefer auf den seitlichen Stufen des Throns.
Der Vorhang fällt zur ersten Szene (jhanki), in welcher der Theaterdirektor (Swami) auf Radha und Krishna zugeht und in einer Geste der Ehrerweisung ihre Füße berührt, danach beginnt er zunächst solo mit dem Anrufungslied an die beiden Götter. Mit Unterstützung des Chors singt er weitere Lieder über die Liebe der beiden und im Allgemeinen sowie über die ruhmreiche Vergangenheit von Braj.

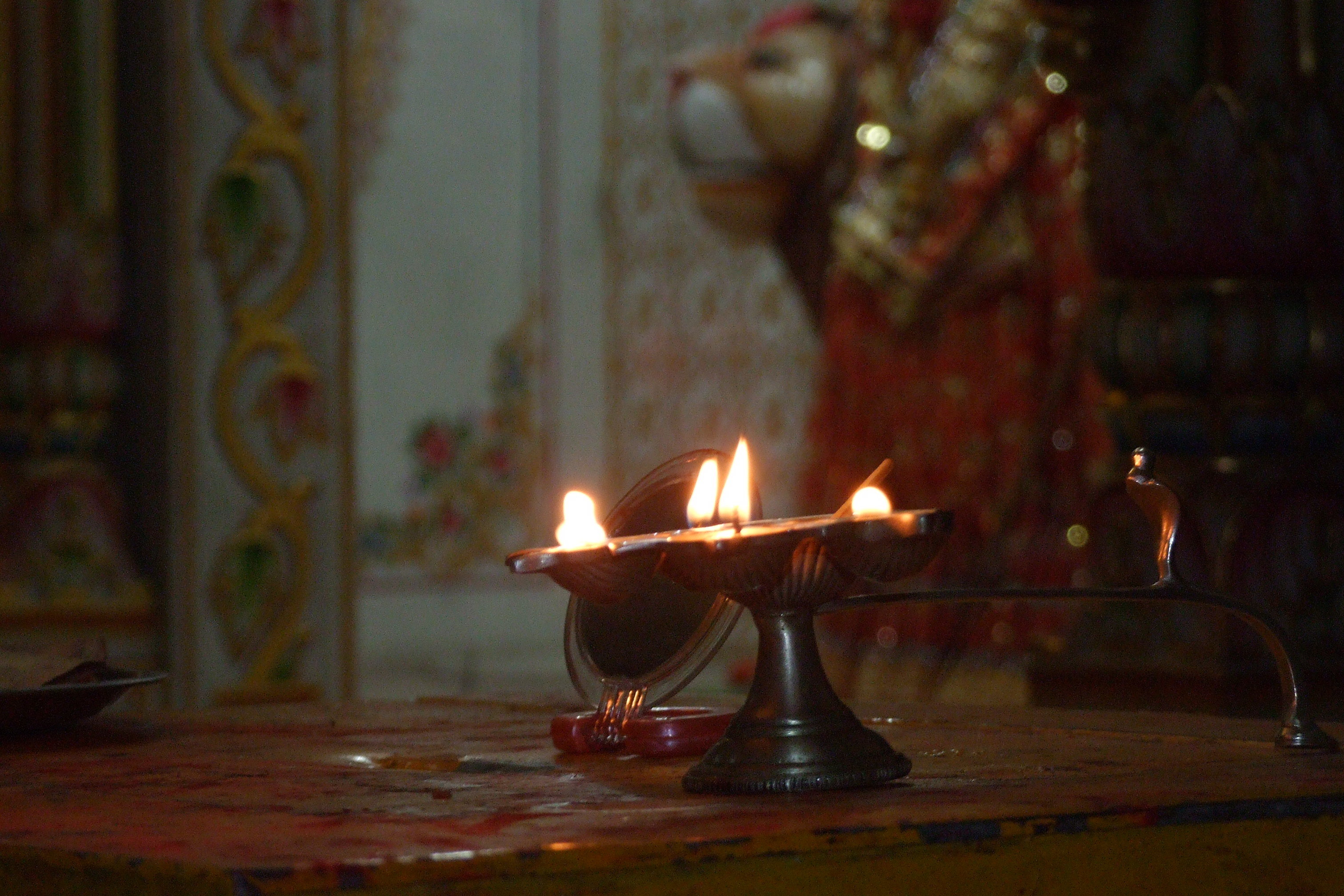
Ghee-Lampe für die Arati-Anbetung

Der Swami wechselt in den Tanz- und Gesangsteil nitya ras und trägt ein ruhiges, ernsthaftes Lied im Dhrupad vor. Kurz bevor er das Lied beendet hat, erheben sich die Milchmädchen und stellen sich vor den Thron. Ein Milchmädchen schwenkt als Weihehandlung (arati) ein Messingtablett mit einer brennenden Öllampe darauf in einer senkrechten Kreisbewegung in Richtung Radha und Krishna, die in einer Liebespose eng zusammenrücken. Krishna legt den linken Arm um Radhas Hals und hält mit seiner rechten Hand die Flöte in Spielposition. Die Gopis singen ein hierzu gehörendes Arati-Preislied an die beiden Götter und berühren, nachdem sie ihren Gesang beendet haben, nacheinander ebenfalls die Füße des Paares. Eines der Milchmädchen spricht den formellen Einladungssatz aus: „Oh Liebhaber und Geliebte! Es ist Zeit für den nitya ras, also kommt bitte zum ras mandala.“ Krishna nimmt die Einladung an und richtet denselben Satz an Radha, die ebenfalls akzeptiert und Krishnas ausgestreckte Hand ergreift. Beide stehen vom Thron auf und begeben sich zur Bühnenmitte, wo sie zusammen mit den Milchmädchen eine Reihe von romantisch-beschwingten Gruppentänzen aufführen. Zu Beginn jedes Tanzes stimmt der Swami ein Lied an, nach dessen Rhythmus sich die Tänzer langsam im Kreis bewegen. Wenn sich die Geschwindigkeit nach einer gewissen Zeit verdoppelt, reagieren die Tänzer mit vier bis fünf Pirouetten, bis sie in einer kreisförmigen Ausgangsposition, bei der Radha und Krishna gegenüber am Boden knien, zur Ruhe kommen.
Die Abfolge der rhythmischen Muster und Chorgesänge folgt einem gleichbleibenden Muster. Den Höhepunkt der Tänze bildet der Pfauentanz, den Krishna auf den Knien ausführt. Indem er sich wechselweise auf das rechte und linke Knie stützt, dreht er sich wild im Kreis. Die Zuschauer sind begeistert, wenn Kostüm und Kopfputz in der Luft flattern. Damit ist manchmal der erste Teil der Vorstellung beendet, ansonsten folgt noch ein fünf- bis zehnminütiges Zwischenspiel, bei dem sich alle Tänzer hinter dem Vorhang versammeln und die Musiker einige Verse singen. Ist dies geschehen, verschwindet der Vorhang, Krishna tritt auf und erzählt in einer Rede von der Bedeutung religiöser Hingabe oder führt in die nachfolgenden Tanzszenen ein.
Im zweiten Abschnitt des nitya ras treten die Tänze gegenüber den Liedern in den Hintergrund. Auf einen Chorgesang folgt ein von Krishna und Radha vorgetragenes und getanztes Duet. Beim nächsten Lied singt Krishna mit den Milchmädchen, während Radha auf dem Thron sitzt. Ein Gruppengesang, bei dem sich alle Tänzer in einer Reihe aufstellen und mit den Füßen den Rhythmus schlagen, leitet zur abschließenden Szene über. Üblicherweise feuert das kleinste Milchmädchen die Zuschauer an, lauthals und in einem fort „Radha Krishna“ oder einen kurzen Vers zu rufen. Die Zuschauer singen populäre Andachtslieder, bis die Darsteller die Bühne verlassen.
Nach einigen Minuten Pause folgt der dramatische zweite Teil (lila) mit der Aufführung einer der Erzählungen aus Krishnas Leben. Lila ist ein Einakter-Drama mit einer Mischung aus Dialogen in Prosaform, Gedichten und Liedern. Der Hauptdarsteller trägt einige Verse vor, die er anschließend in Szene setzt oder in Prosaform näher erläutert. Viele der Szenen enthalten komische Einlagen durch Clownsfiguren, die mit Possen oder seltsamen Geräuschen das Publikum zum Lachen bringen.
Die inhaltliche Auswahl der Erzählungen erfolgt anhand der entsprechenden religiösen Jahresfeste. Die „Erzählung von der Geburt Krishnas“ (Krishna jaman lila) wird passenderweise an Janmashtami im August aufgeführt. Ras lila in Braj ist untrennbar mit dem Frühlingsfest Holi im Februar/März verbunden.

## Gesellschaftliches Umfeld

### Ausbildung
Die jugendlichen Darsteller erben und erlernen den Beruf von ihren Vätern, organisierte Ausbildungseinrichtungen gibt es nicht. Der Theaterdirektor ist für die adäquate Wissensvermittlung verantwortlich. Falls der Schüler nicht lesen kann, wird er entsprechend unterrichtet, denn er muss die Texte im lokalen Braj-Dialekt des Hindi und die dazwischengestreuten Sanskrit-Verse auswendiglernen. Oft fehlt eine darüber hinausgehende allgemeine Schulbildung. Das Eintrittsalter für die Jungen ist acht bis zehn Jahre, wenn sie die erste Rolle als eines der Milchmädchen übernehmen. Wer entsprechend begabt ist, darf Radha oder Krishna spielen. Bartwuchs und Pubertät beenden die Karriere des jugendlichen Darstellers. Was als Berufsmöglichkeit bleibt, ist eine spätere Anstellung als Chorsänger, Musiker oder für eine der wenigen Erwachsenenrollen. Die Aufgabe des Theaterleiters fällt meist dessen Sohn zu, der seit frühester Jugend mitwirkt. Nur wenn sich innerhalb der Familie kein geeigneter Nachwuchs findet, können Jungen von außerhalb eine Anstellung erhalten.

### Truppe
Der Theaterleiter steht einer Truppe von 10 bis 18 männlichen Mitgliedern vor, etwa die Hälfte davon sind Kinderdarsteller für die Hauptrollen des nitya ras im Alter zwischen 8 und 13 Jahren. Nur im anschließenden lila treten auch Erwachsene auf. Die Chorsänger heißen samaji, nach der samaj („Partei“, „Gemeinschaft“) genannten Musik, welche die Raslila-Gründer an den Festtagen spielten. Chor und Musiker haben die Aufgabe, die Zwischenzeiten zu füllen, indem sie Lieder oder Verse wiederholen, wenn die Darsteller eine Erholungspause brauchen oder zu spät auf der Bühne erscheinen. Der Theaterleiter und Vorsänger greift während der Aufführung korrigierend ein, falls die Darsteller aus der Rolle geraten oder ihren Text verlieren. Unterläuft einem Darsteller ein Fehler, so fällt der Swami mit einem euphorischen Ausruf dazwischen, der vermeintlich sein Mitfühlen ausdrücken, tatsächlich aber das Publikum vom Missgeschick ablenken soll. In seltenen Fällen muss er die Zuschauer zur Ordnung rufen.
Raslila-Truppen agieren professionell. Während der Jahresfeste treten die Truppen mehrmals täglich an verschiedenen Orten in und um Vrindavan auf. Außerhalb von Braj werden sie von wohlhabenden Kunstförderern und zu großen Festen eingeladen. Ansonsten erhalten sie Auftrittsmöglichkeiten in Tempeln oder Ashrams in der Braj-Region gegen minimale Entlohnung. Um 1990 gab es etwa 45 Raslila-Truppen in der Braj-Region, die Hälfte war in Vrindavan ansässig. 17 der Vrindavan-Truppen gehörten zur Nimbarka-Tradition, bei der Radha besonders verehrt wird, und 5 zur Vallabha-Acharya-Tradition, die Krishna in den Mittelpunkt stellt.

## Ras lila in Manipur

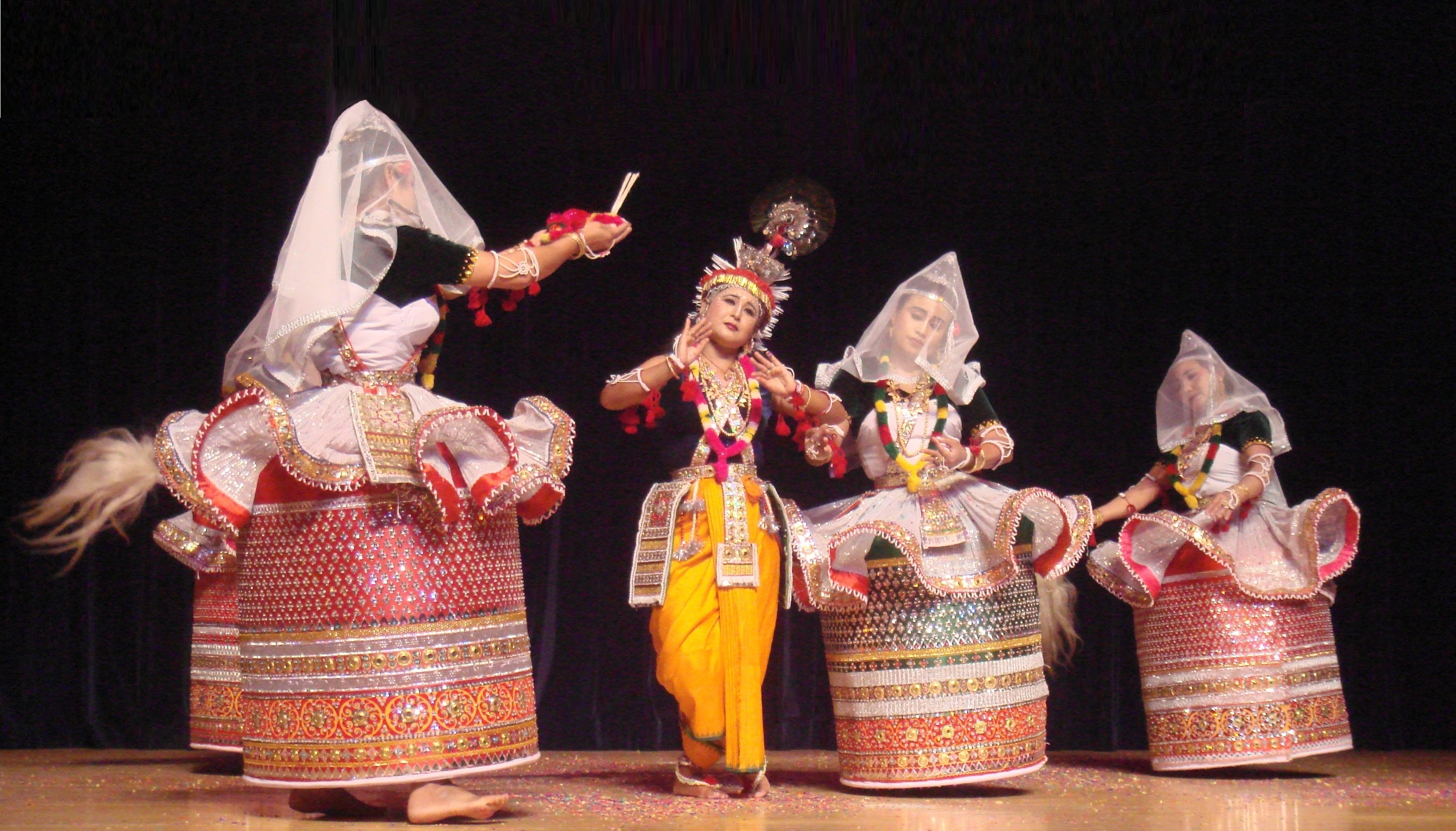
Raslila-Tänzerinnen im Manipuri-Stil

Die Aufführungen im Manipuri-Tanzstil haben dieselben mythologischen Themen um den verehrten Krishna, werden von derselben Hingabe an das Göttliche (bhakti) beflügelt, unterscheiden sich jedoch als klassische Tänze grundsätzlich in ihrer Form. Die männlichen Tänzer in Braj agieren volkstümlich und lebhaft, während ras lila im Manipuri-Stil von Frauen überwiegend langsam, graziös und ernsthaft als lasya (weiblicher, sinnlich-schöner Stil) dargeboten wird. Die Kostüme in Manipur entsprechen der lokalen Tradition, alle weiblichen Rollen werden hier von Mädchen und Frauen dargestellt, einzig Krishnas Rolle spielt ein Junge. Ihre Sprache ist Meitei.
Ras lila entstand in Manipur im 18. Jahrhundert. Nach der Legende erschien Maharadscha Bhagyachandra (Ningthou Ching-Thang Khomba, reg. 1764–1789) im Traum Krishna und beauftragte ihn, einen Tempel für sich einzuweihen und ras lila dort aufführen zu lassen. Die Tochter des Herrschers tanzte die Rolle der Radha.
Zu den verschiedenen Formen gehören basant ras („Frühlingszeitvertreib“), worin es um Liebesstreitereien zwischen Krishna und Radha geht. Das Stück wird bei Vollmond im März oder April aufgeführt. Das leichte, gefühlvolle kunj ras handelt vom idealen Liebespaar im Wald von Vrindavan, es wird während Dashahara im Herbst aufgeführt. Ein weiteres, im Herbst bei Vollmond aufgeführtes Stück heißt maha ras („großer Kreistanz“) und handelt vom Trennungsschmerz Radhas, wenn Krishna sie verlässt. Weitere Formen sind das tagsüber gespielte diva ras und nitya ras, ein ganzjährig, aber nur im Tempel aufgeführter traditioneller Stil. Im natna ras scherzt Krishna mit den Milchmädchen, während im Frühlingstanz ashta-gopi-ashta-shyam ras wörtlich acht Gopis mit acht Krishnas tanzen (Shyam ist ein Beiname Krishnas).
Alle Tanzthemen folgen demselben Handlungsmuster: Zunächst kommt Krishna auf die Bühne und tanzt solo, anschließend tanzt Radha solo. Danach tanzen beide so lange zusammen, bis einer plötzlich aufhört und es darüber zum Streit kommt, welcher mit allerhand Geplänkel ausgetragen wird, bis das Liebespaar mit den Gopis zusammen tanzt. Den Abschluss bilden Anbetungslieder, in denen die Liebe von Radha und den Gopis zu Krishna gepriesen wird.
Manipuri ist ein übergeordneter Begriff, der ras lila und den männlich-kraftvollen (tandava) Stil pung cholom sowie weitere Tänze umfasst. Die Tanzzeremonien Lai haraoba und ras lila nritya werden als die bedeutendsten darstellenden Künste Manipurs bezeichnet. Als rhythmische Begleitung dient die zweifellige Doppelkonustrommel pung, Melodieinstrumente sind die Fiedeln pena und esraj, das Schneckenhorn shankh, die Bambusflöte bansuri, Harmonium und Zimbeln (karthal). Die Krishna-Lieder werden von einem männlichen, die Radha-Lieder von einem weiblichen Chor gesungen.